# Kale (Denizli)
Pour les articles homonymes, voir Kale.
Kale est une ville et un district de la province de Denizli dans la région égéenne en Turquie.